# دارزن
دارزن (به انگلیسی: Hangman) فیلمی آمریکایی محصول ۲۰۱۷ در ژانر جنایی و معمایی است. کارگردان فیلم جانی مارتین و به نویسندگی چارلز هاتینگر و مایکل کیسی است. در این فیلم آل پاچینو، کارل اربن، سارا شاهی، جو اندرسون و بریتنی اسنو به ایفای نقش پرداخته‌اند.
خلاصه داستان: 
فیلم در مورد دو کارآگاه است که وارد بازی فکری یک قاتل سریالی میشوند که قربانیان خود را دار میزند و هر بار معما های بیشتری برای کارآگاهان به وجود می‌آید.
و در این بین فهمیدن انگیزه قاتل از این قتل ها سوال اصلی است...